# زنان تاهیتی در ساحل
زنان تاهیتی در ساحل (به فرانسوی: Femmes de Tahiti) یک نقاشی است که در سال ۱۸۹۱ توسط پل گوگن کشیده شده است. نقاشی دو زن اهل تاهیتی از جزایر اقیانوس آرام را که در کنار ساحل نشسته‌اند نشان می‌دهد.
نقاشی اخیراً در موزه اورسی درپاریس فرانسه است.
در ۱۸۹۲ گوگن یک نقاشی دیگر شبیه آن با نام دو زن از تاهیتی (Parau api) کشید  که در مجموعه گالری آثار مدرن در درسدن آلمان نگهداری می شود.

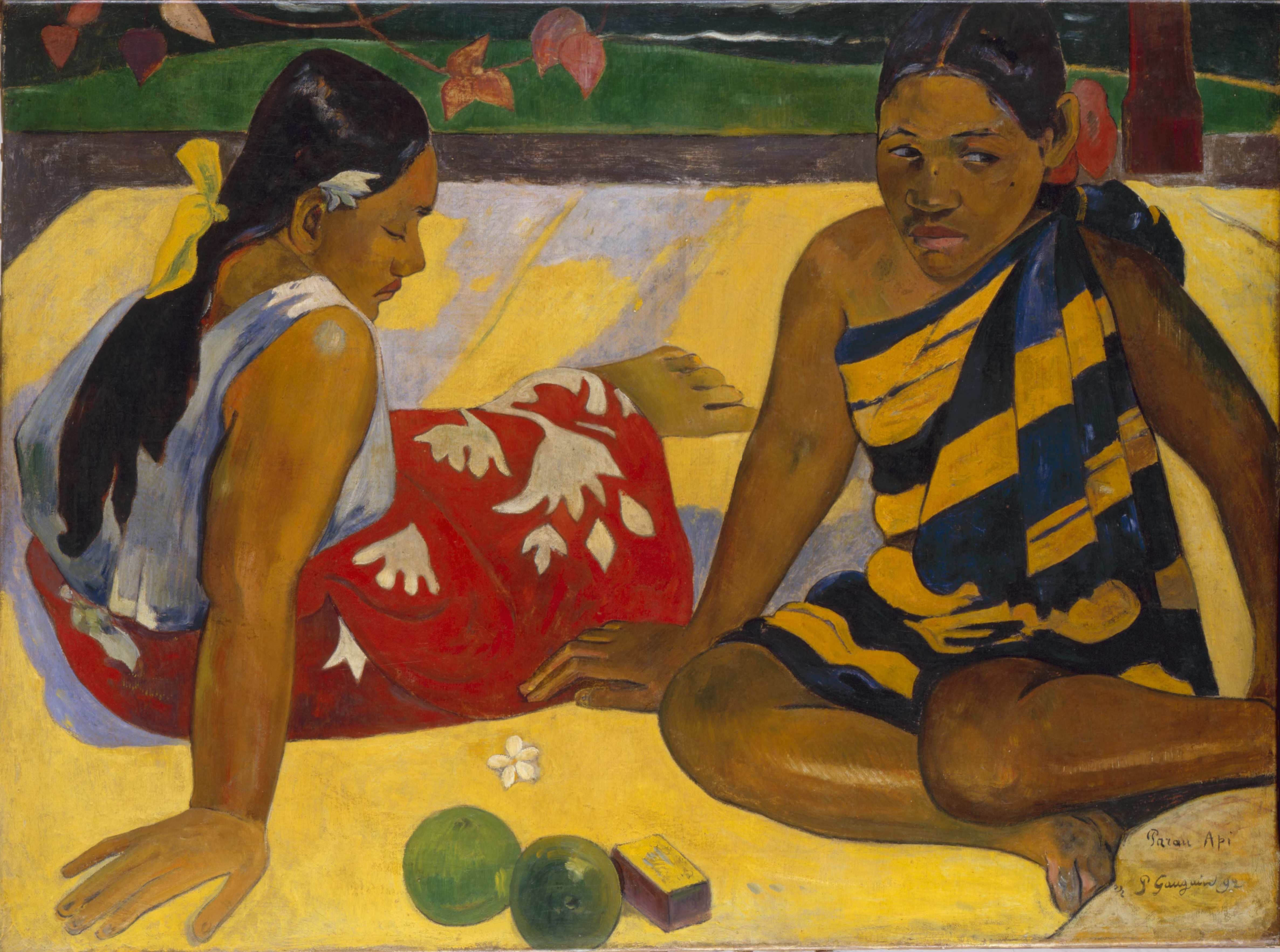
Parau api, (دو زن از تاهیتی) ۱۸۹۲, رنگ روغن روی بوم, ۶۷ * ۹۱ سانتیمتر, گالری هنر مدرن